# HD 145377
Désignations
HD 145377 est un système planétaire situé à une distance de ∼ 175 a.l. (∼ 53,7 pc) du Soleil, dans la constellation zodiacale du Scorpion. Du point de vue observationnel, il s'agit d'un système binaire spectroscopique à raies simples sans éclipses.
L'étoile centrale, HD 145377 a, est l'objet primaire du système. Il s'agit d'une étoile naine (classe de luminosité V) jaune (classe spectrale G3)
Un seul corps secondaire est connu à ce jour (novembre 2017) dans le système, à savoir la planète HD 145377 b.
HD 145377 b a été découverte par la méthode des vitesses radiales, grâce aux données spectroscopiques collectées à l'observatoire de La Silla avec HARPS, le spectrographe à échelle qui équipe le télescope de 3,6 mètres de l'Observatoire européen austral (ESO). Sa découverte a été annoncée le 26 octobre 2008 par la prépublication sur arXiv d'un article préalablement accepté par le comité de lecture de la revue Astronomy and Astrophysics (A&A). Avec une masse minimale de plus de cinq fois la masse de Jupiter (M sin(i) = 5,76 ± 0,10 MJ), il s'agirait d'un planète géante de type super-Jupiter. Sa période, d'environ 104 jours, en fait une planète tempérée, au sens qu'elle est moins chaude que les Jupiter chauds.

#### ÉtoileHD 145377
- (en) HD 145377 sur la base de données NASA Exoplanet Archive du NASA Exoplanet Science Institute
- (en) HD 145377 sur la base de données Simbad du Centre de données astronomiques de Strasbourg.
- (en) CD-26 11249, CPD-26 5613, GSC 06801-00585, HD 145377, HIC 79346, HIP 79346, 2MASS J16113644-2704414, PPM 265238, SAO 184208 et TYC 6801-585-1 sur la base de catalogues VizieR du Centre de données astronomiques de Strasbourg

#### PlanèteHD 145377 b
- (en) HD 145377 b sur la base de données Exoplanet Data Explorer
- (en) HD 145377 b sur L'Encyclopédie des planètes extrasolaires de l'Observatoire de Paris.
- (en) HD 145377 b sur la base de données NASA Exoplanet Archive du NASA Exoplanet Science Institute
- (en) HD 145377b sur la base de données Simbad du Centre de données astronomiques de Strasbourg.